# Brosh (Moshav)
Brosh (hebräisch בְּרוֹשׁ, deutsch ‚Zypresse‘) ist ein Moschav im Südbezirk von Israel. Er gehört hier zum Unterbezirk Be'er Sheva, Regionalverwaltung Bnei Schimʿon. 
Der 1953 vor allem von marokkanischen Einwanderern gegründete Ort hatte im Jahr 2022 eine Einwohnerzahl von 594. Der Name wurde gemäß dem Satz des biblischen Buches Jesaja gewählt: „In der Steppe setze ich Zypressen“. (Jes 41,19 )
Auch die beiden benachbarten Moschavim Tidhar und Te'aschur wurden 1953 von marokkanischen Einwanderern gegründet, nach Bäumen aus Jes 41,19 benannt, und sie bilden zu dritt eine Siedlungs-Gruppe.